# 레터스 투 줄리엣
《레터스 투 줄리엣》(영어: Letters to Juliet)은 2010년에 개봉한 미국의 로맨틱 코미디 드라마 영화이다.

## 출연진
- 어맨다 사이프레드 - 소피 홀 역
- 크리스토퍼 이건 - 찰리 와이먼 역
- 가엘 가르시아 베르날 - 빅터 역
- 버네사 레드그레이브 - 클레어 스미스 역
- 프랑코 네로 - 로렌초 바르톨리니 역
- 루이사 라니에리 - 이사벨라 역
- 마리나 마시로니 - 프란체스카 역
- 밀레나 부코티치 - 마리아 역
- 루이사 데산티스 - 안젤리나 역
- 리디아 비온디 - 도나텔라 역
- 다니엘 발도크 - 로렌초 바르톨리니 2세 역: 로렌초의 아들.
- 올리버 플랫 - 소피의 상사 보비 역
- 마샤 더보니스 - 로레인 역
- 조르다노 포르멘티 - 비티콜토레 역
- 이바나 로티토 - 젊은 여자 역
- 레모 레모티 - 농가의 로렌초 역
- 안젤로 인판티 - 체스를 두는 로렌초 역
- 자코모 피페르노 - 호수의 로렌초 역
- 파비오 테스티 - 백작 로렌초 역
- 산드로 도리 - 신부 로렌초 역
- 애슐리 릴리 - 퍼트리샤 역
- 피터 아퍼셀라 - 미국인 관광객 역 (목소리, 크레디트 미기재)

## 우리말 녹음
KBS 성우진
- 박지윤 - 소피 (어맨다 사이프레드)
- 장민혁 - 찰리 (크리스토퍼 이건)
- 이선영 - 클레어 (버네사 레드그레이브)
- 정훈석 - 빅터 (가엘 가르시아 베르날)
- 성선녀 - 로레인 (마샤 더보니스)
- 임은정 - 이사벨라 (루이사 라니에리)
- 이경자 - 프란 (마리나 마시로니)
- 임수아 - 도나 (리디아 비온디)
- 최수민 - 마리아 (밀레나 부코티치)
- 유강진 - 로렌초 (프랑코 네로)
- 노민 - 보비 (올리버 플랫)
- 박영재 - 로렌초 아들 (다니엘 발도크)
- 김태영 - 로렌초 손자 (스테파노 구에리니)